# Козак Мар'ян Іванович
Мар'я́н Іва́нович Коза́к (нар. 20 липня 1984 — 2 серпня 2015) — солдат Збройних сил України, учасник російсько-української війни.

## З життєпису
Народився в селі Іванівці Львівська області. 1999 року закінчив Жидачівську ЗОШ № 1, по тому — Жидачівське ПТУ № 81. Строкову службу проходив у прикордонних військах. Останнім часом працював у Жидачівському водоканалі. 2008 року одружився.
В часі війни — солдат механізованого батальйону 128-ї гірсько-піхотної бригади, кулеметник.
Загинув 2 серпня 2015 року в результаті обстрілу РОП біля с. Валуйське, Станично-Луганський район, Луганська область. Разом з Мар'яном загинув старший прапорщик Олександр Павлюк.
Без Мар'яна лишились батьки, дружина, двоє дітей.
7 серпня 2015-го похований в селі Іванівці, прощали з квітами та лампадками.

## Нагороди та вшанування
За особисту мужність, сумлінне та бездоганне служіння Українському народові, зразкове виконання військового обов'язку відзначений — нагороджений
- орденом «За мужність» ІІІ ступеня (25.12.2015, посмертно)[1]